# Sulak
Sulak (rusky Сулак, avarsky Сулахъ) je řeka v Dagestánu v jižním Rusku. Je dlouhá 169 km od soutoku zdrojnic. Povodí řeky je 15 200 km².

## Průběh toku
Vzniká soutokem řek Avarské Kojsu a Andijské Kojsu, které pramení na Velkém Kavkaze. Nejprve teče Hlavním sulackým kaňonem, který je hluboký 700 až 1500 m, a potom pokračuje Achetlinskou soutěskou, Čirkejským rozšířením a Malým sulackým kaňonem. Pod horami protéká širokou terasovitou dolinou. V nížině se rozvětvuje na ramena a břehy jsou porostlé rákosím a často zaplavované tzv. plavni. Ústí do Kaspického moře, přičemž vytváří deltu.

## Vodní režim
Zdrojem vody jsou sněhové a dešťové srážky. Průměrný roční průtok vody ve vzdálenosti 123 km od ústí činí 176 m³/s. Nejvyšších vodních stavů dosahuje od dubna do září s maximem v červnu a v červenci. Průměrná kalnost dosahuje 450 g/m³, maximální až 45 000 g/m³.

## Využití
Využívá se k zavlažování a zásobování měst Machačkala a Kaspijsk vodou. Na řece leží město Kiziljurt. Byly vybudovány Čirjurtovská a Čirkejská vodní elektrárna.